# Pardosa dabiensis
Pardosa dabiensis este o specie de păianjeni din genul Pardosa, familia Lycosidae, descrisă de Jian-yuan Chai și Yang, 1998. Conform Catalogue of Life specia Pardosa dabiensis nu are subspecii cunoscute.